# Запорожец, Сергей Степанович
Сергей Степанович Запорожец (25 марта 1923, Вергуны, Киевская губерния — 3 декабря 2001, Вергуны, Черкасская область) — красноармеец Рабоче-крестьянской Красной армии, участник Великой Отечественной войны, Герой Советского Союза (1944).

## Биография
Родился 25 марта 1923 года в селе Вергуны (ныне — Черкасский район Черкасской области Украины).
В 1935 году окончил четыре класса школы, после чего работал в колхозе. В ноябре 1943 года был призван на службу в Рабоче-крестьянскую Красную армию. С декабря того же года — на фронтах Великой Отечественной войны, был заряжающим миномёта 861-го стрелкового полка 294-й стрелковой дивизии 52-й армии 2-го Украинского фронта. Отличился во время освобождения Черкасской и Винницкой областей Украинской ССР.
В боях на подступах к селу Дмитрушки Уманского района, несмотря на массированный вражеский обстрел, Запорожец вёл огонь по немецким огневым точкам, подавляя их. 11 марта во время боя за село Терновка Бершадского района нанёс противнику большие потери в боевой технике и живой силе, уничтожил несколько пулемётов с расчётами. 28 марта, когда советские части подверглись немецкой контратаке, расчёт Запорожца в полном составе выбыл из строя, но, оставшись в одиночку, он, меняя позиции, продолжал вести огонь. В том бою Запорожец в одиночку уничтожил около взвода немецкой пехоты, 3 огневые точки и 1 миномёт противника. Когда у него закончились мины, он взял винтовку и вместе с пехотинцами продолжил сражаться.
Указом Президиума Верховного Совета СССР от 13 сентября 1944 года за «образцовое выполнение боевых заданий командования на фронте борьбы с немецкими захватчиками и проявленные при этом мужество и героизм» красноармеец Сергей Запорожец был удостоен высокого звания Героя Советского Союза с вручением ордена Ленина и медали «Золотая Звезда» за номером 4673.
В дальнейшем участвовал в Ясско-Кишинёвской операции, освобождении Польши, боях в Германии. Под Яссами получил тяжёлое ранение.
После окончания войны был демобилизован, вернулся на родину. После окончания курсов шофёров работал водителем, заведующим автопарком в колхозе. Занимался партийной и общественной деятельностью.
Умер 3 декабря 2001 года.

## Награды
Заслуженный колхозник. Был также награждён орденами Октябрьской Революции, Отечественной войны 1-й степени, Славы 3-й степени, рядом медалей.